# Lucie Daouphars
 Lucie Daouphars, surnommée « Lucky » (« chanceuse » en anglais), née le 14 juillet 1922 à Guiscriff dans le Morbihan et morte le 16 juillet 1963 à Paris 18e, est un mannequin français des années 1950. D'origine bretonne, elle fera carrière à Paris, notamment avec la maison Dior.

## Biographie
Lucie Daouphars est née à Saint-Maudé le 14 juillet 1922. Ses parents, René Daouphars (mort en 1961) et son épouse Marie-Anne Cadic (morte en 1953), eurent sept enfants (dont René et Jean, morts jeunes) dont elle était la cadette : ils exploitaient une petite ferme qu'ils quittèrent en 1924 pour aller vivre à Coltainville où René Daouphars est engagé par Monsieur Cintrat, cultivateur. Seule Lucie, âgée de cinq ans, reste en Bretagne et est confiée à son oncle boulanger au bourg de Guiscriff, M. Cochevélou. À dix ans, elle rejoint ses parents à Coltainville. Elle apprend la couture dans une institution religieuse de Chartres puis est ouvrière dans une usine.
À l'âge de dix-neuf ans, elle monte à Paris, fait de la couture à domicile et, par ce biais, devient mannequin chez Agnès-Drecoll, puis chez Callot Sœurs, Hermès. Grande et brune, les pommettes saillantes et le visage avec des yeux en amandes, elle travaille aussi chez Maggy Rouff comme doublure puis chez Jacques Fath. Elle fera partie de la cabine de Jacques Fath puis Christian Dior. Elle entre chez Dior en 1949.
En 1954, elle crée l'Association mutuelle des mannequins de France, une association d'aide pour les mannequins en difficulté qui lui vaudra des démêlés avec la justice car cette activité n'est pas déclarée. Elle sera condamnée à une amende mais félicitée par le tribunal pour son œuvre d'entraide.
Elle prend sa retraite du mannequinat en 1958 et crée une école de mannequins. 
En 1961, elle publie ses souvenirs, Présidente Lucky, mannequin de Paris, recueillis par Odette Keyzin. 
Elle est titulaire de la médaille d'officier du Mérite social.
Elle meurt d'un cancer généralisé à Paris le 16 juillet 1963. Ses obsèques auront lieu le 20 juillet 1963 à l'église Saint-Pierre-de-Chaillot en présence de 5 000 personnes. Son corps est inhumé au cimetière de Coltainville.

### Mariage, famille
En juin 1941, elle épouse René Jugan et a une fille, Michèle, née en 1941. Son mari la quitte, ils divorcent en 1947. Sa fille Michèle Jugan fut élevée par ses grands-parents paternels, demeurant à Mainvilliers (Eure-et-Loir). Cette dernière fit ses études à l'Institut Guéry de Chartres, se maria et partit vivre à Rodez, elle a quatre enfants (Véronique, Anne, Isabelle (Décédée en 2001) et Fabrice).

### Hommages
- Le parfum Passage no 8 de Dior de 2007 est un hommage à Lucky[2], ainsi que l'édition limitée du rouge à lèvres Dior de la teinte « Lucky 536 ».

- Une salle d'exposition à Guiscriff porte son nom[2],[10].

## Filmographie
Cinéma
- 1956 : Mannequins de Paris d'André Hunebelle
- 1960 : L'Ennemi dans l'ombre de Charles Gérard

## Décorations
- Chevalière de la ligue universelle du Bien public[11]